# Алан Грінспен
Алан Грінспен (англ. Alan Greenspan, нар. 6 березня 1926, Нью-Йорк, США) — американський економіст. Голова Федеральної резервної системи США (1987—2006).

## Життєпис
Народився в 1926 році в Нью-Йорку в родині єврейських емігрантів. Вступив до Нью-Йоркського університету, де 1948 року здобув ступінь бакалавра. У 1950 році здобув ступінь магістра економіки.
У 1954 році разом з Вільямом Таунсенд заснував консалтингову компанію Таунсенд-Грінспен.
З 1969 року — радник президента Річарда Ніксона з економічних питань (разом з Артуром Бернсом та Мілтоном Фрідманом)
У 1974–1977 роках — голова Ради економічних радників при президенті США.
У 1981–1983 роках — голова Національної комісії з реформування системи соціального страхування.
У 1987 році призначено головою ради керуючих Федеральної резервної системи США після відставки Пола Волкера. Пробув на цьому посту п'ять термінів та пішов у відставку 31 січня 2006 року. Наступником на посту став Бен Бернанке.

## Книгопис
- Greenspan A. The Age of Turbulence: The Adventures in a New World. — New York: The Penguin Press, 2007. — 531 p. — ISBN 978-1-59420-131-8. : Російський переклад: Гринспен А. Эпоха потрясений. Проблемы и перспективы мировой финансовой системы / Серия «Сколково». — М.: Альпина Бизнес Букс, 2008. — 528 с. — ISBN 978-5-9614-0846-1, 978-5-9614-0633-7.